# Наукові записки Інституту історії і археології України АН УРСР
Наукові записки Інституту історії і археології України АН УРСР — збірники друкованих праць інституту, створеного 12 червня 1942 в Уфі внаслідок об'єднання Інституту історії України АН УРСР й Інституту археології АН УРСР, евакуйованих до Башкирської АРСР під час німецько-радянської війни 1941–45 (існував до 16 липня 1944). Вийшло друком 2 книги: книга 1 накладом 1,5 тис. примірників — у 1943 в Уфі, кн. 2 накладом 15 тис. прим. — у 1946 в Києві. Видавалися за редакцією провідних учених-істориків: К.Гуслистого, М.Петровського (директор інституту), Л.Славіна, М.Супруненка й Ф.Ястребова. Друкувалися в них переважно наукові співробітники обох інститутів, евакуйованих до Уфи. Серед 17 авторів наук. записок — 1 дійсний член АН СРСР, 2 чл.-кор. АН УРСР, 3 д-ри істор. наук, 7 канд. істор. наук, 1 професор. Уміщені матеріали присвячені різним періодам історії укр. народу. Археол. тематика представлена дослідженнями Л.Дмитрова, Д.Бліфельда, О.Лігодовської, М.Сібільова і великою статтею Л.Славіна, присвяченою підсумкам вивчення Ольвії за рад. період. Питання історії періоду феодалізму висвітлювалися в статтях Б.Грекова, К.Гуслистого, В.Дядиченка, К.Кудряшова, Ф.Лося, М.Петровського, О.Савич, К.Стецюк, М.Ткаченка, С.Юшкова), революц. руху й суспільно-політ. життя дожовтневого періоду — Ф.Лося, М.Рубача, М.Супруненка. Обидві книги відкриваються розділом «Документи Великої Вітчизняної війни», в якому вміщені документальні матеріали з історії війни рад. народу з німецько-фашист. загарбниками. М.Супруненко в одній із своїх статей спробував проаналізувати боротьбу рад. партизанів проти німецько-фашист. окупантів.